# Nové Hradiště

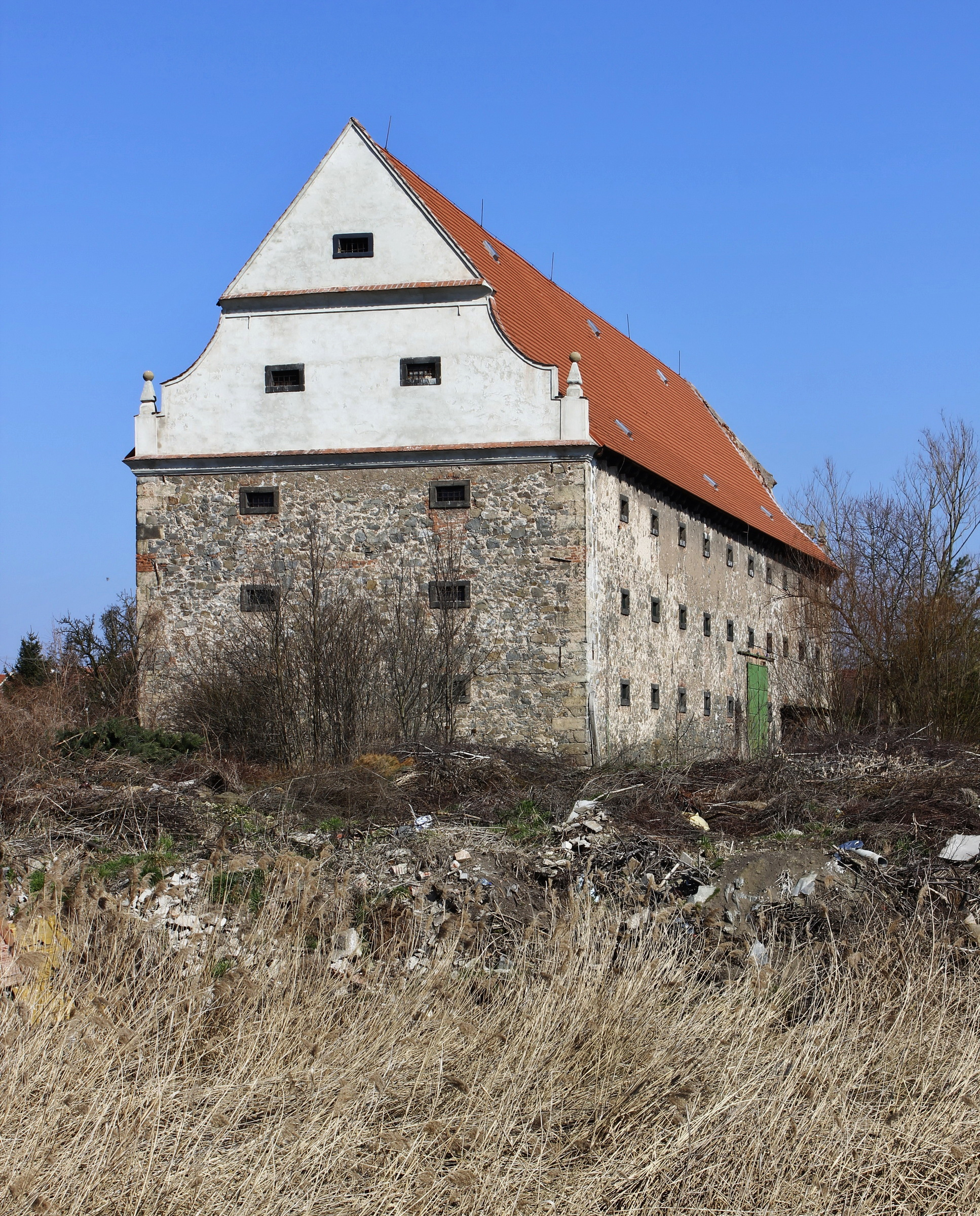
Barocker Speicher

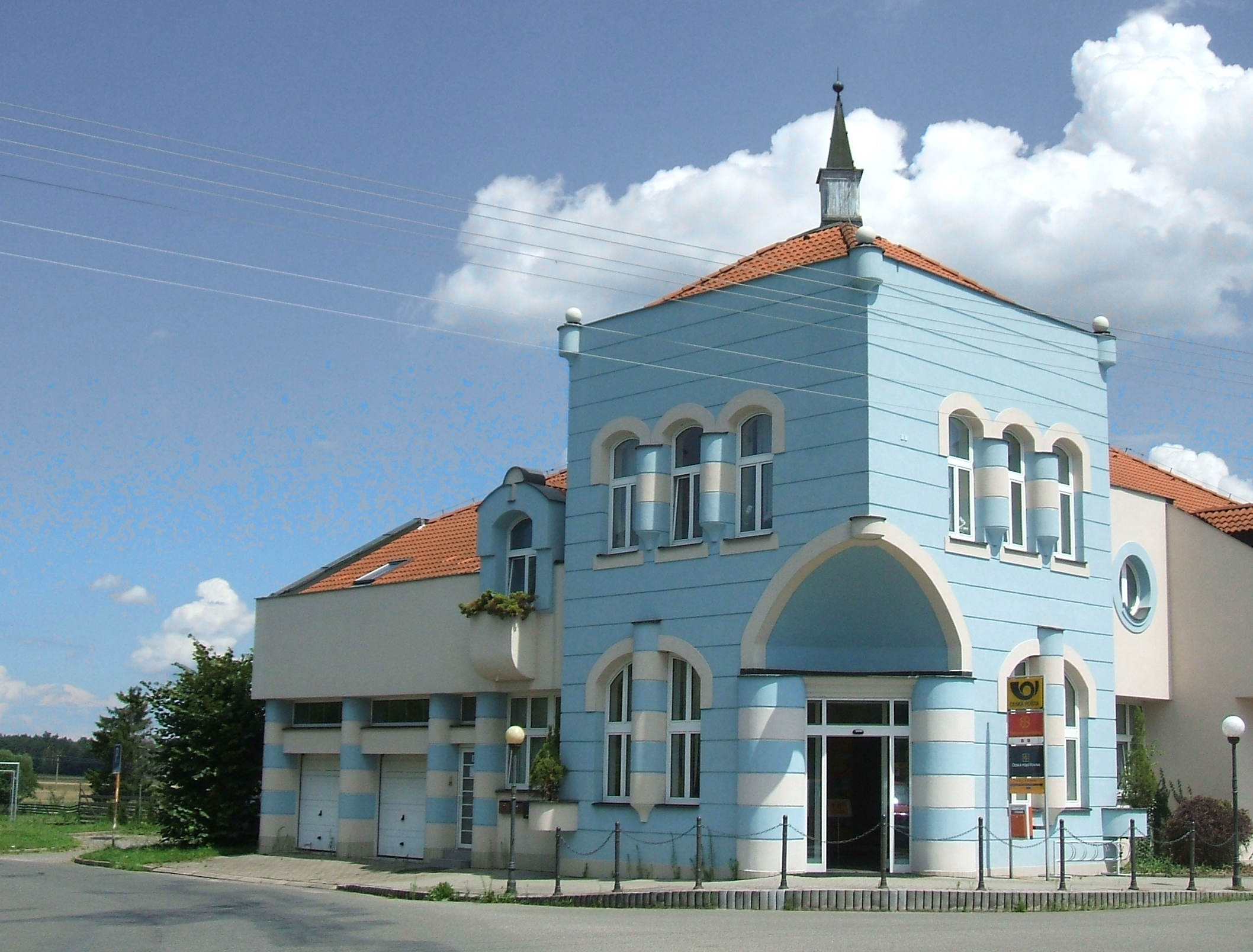
Postamt

Nové Hradiště (deutsch Neu Hradischt) ist eine Ortslage der Gemeinde Staré Hradiště in Tschechien. Sie liegt drei Kilometer nördlich des Stadtzentrums von Pardubice und gehört zum Okres Pardubice.

## Geographie
Das Platzdorf Nové Hradiště befindet sich rechtsseitig der Elbe in der Pardubická kotlina (Pardubitzer Becken). Nördlich des Dorfes entspringt der Brozanský potok. Im Nordosten erhebt sich die markante Kunětická hora (307 m n.m.) mit der gleichnamigen Burg.
Nachbarorte sind Psinek im Norden, Ráby im Nordosten, Brozany im Osten, Hůrka, Dubové návrší, sídliště Dubina und Židov im Südosten, Fáblovka und Nová Cihelna im Süden, Cihelna, Fáblovka-sever und Trnová im Südwesten, Staré Hradiště im Westen sowie Srch im Nordwesten.

## Geschichte
Im Zuge der Raabisation wurden seit den 1770er Jahren in der Kameralherrschaft Pardubitz auf emphyteutisierten Teichstätten und Meierhofsfluren zahlreiche neue Dörfer angelegt. Im Zuge der 1778 begonnenen Parzellierung des Meierhofs Hradischt entstanden die Dörfer Sanddorf und Neu-Hradischt.
Neu-Hradischt entstand auf der Gemarkung Hradischt auf dem Platz des ehemaligen Meierhofes und wurde 1780 erstmals urkundlich erwähnt. Die neuen Siedler waren größtenteils Einwanderer aus Preußen.
Im Jahre 1835 bestand das im Chrudimer Kreis gelegene Dominikaldorf Neu-Hradischt bzw. Nowý Hradisstě aus 27 Häusern, in denen 227 Personen, darunter vier jüdische Familien, lebten. Im Ort gab es einen obrigkeitlichen Schüttboden. Nach Neu-Hradischt konskribiert war die aus 8 Chaluppen bestehende Einschicht Ptinek bzw. Psinek. Pfarrort war Kunietitz. Bis zur Mitte des 19. Jahrhunderts blieb Neu-Hradischt der k.k. Kameralherrschaft Pardubitz untertänig.
Nach der Aufhebung der Patrimonialherrschaften bildete Nové Hradiště ab 1849 einen Ortsteil der Gemeinde Hradiště im Gerichtsbezirk Pardubitz. Ab 1868 gehörte das Dorf zum politischen Bezirk Pardubitz. Seit dem Beginn des 20. Jahrhunderts führt die Gemeinde den Namen Staré Hradiště. Am 21. September 1943 wurde das Dorf im Zuge der Bildung von Velké Pardubice (Groß Pardubitz) nach Pardubice eingemeindet. Nachdem die Eingemeindung nach dem Ende des Zweiten Weltkriegs aufgehoben worden war, erfolgte sie 1948 erneut. Mit der Aufgabe des Projektes Velké Pardubice wurde die Gemeinde Staré Hradiště 1954 wieder eigenständig, Nové Hradiště verlor jedoch den Status eines Ortsteils.

## Ortsgliederung
Nové Hradiště ist Teil des Ortsteils und Katastralbezirkes Staré Hradiště. 

## Sehenswürdigkeiten
- Barocker Speicher, er ist der letzte erhaltene Teil des Meierhofes Hradiště und seit 1958 als Kulturdenkmal geschützt.[2]
- Steinernes Kreuz am Dorfplatz